# Ctenus dilucidus
Ctenus dilucidus este o specie de păianjeni din genul Ctenus, familia Ctenidae, descrisă de Simon, 1910.
Este endemică în Congo. Conform Catalogue of Life specia Ctenus dilucidus nu are subspecii cunoscute.